# Daniel Kleppner
Daniel Kleppner (16. prosince 1932 – 16. června 2025) byl americký fyzik vyučující na Massachusettském technologickém institutu. Zabýval se atomovou, molekulovou a optickou fyzikou. Jeho práce se týkaly zejména experimentální atomové fyziky, laserové spektroskopie a vysoce přesných měření.

## Mládí
Narodil se v New Yorku, ne jehož předměstí i vyrůstal. Jeho otec byl zakladatelem reklamní agentury. Měl bratra a sestru. Přestože nikdo z rodiny nebyl vědcem, se starším bratrem se začali zajímat o stavbu zařízení a také o obrábění dřeva, což se stalo jeho celoživotním koníčkem. Na střední škole jeho zájem o fyziku posílil učitel, proto se Kleppner rozhodl tento obor studovat.

## Vzdělání
Bakalářský titul získal v roce 1953 na Williams College a v roce 1955 na univerzitě v Cambridgi. Doktorát získal na Harvardově univerzitě roku 1959. Jeho vedoucím byl Norman Foster Ramsey. Zde pracoval na maseru na bázi amoniaku, jehož koncept použil na maser na bázi vodíku, což bylo tématem jeho doktorské práce.

## Kariéra
Po mnoha letech kariéry ho zaujaly Rydbergovy atomy, jeho práce v této oblasti podnítily nový výzkum. Později se velmi aktivně zajímal o vytváření Boseho-Einsteinova kondenzátu na bázi vodíku. V roce 1995 vytvořil s kolegy kondenzát z rubidia, později v roce 1998 i kondenzát z vodíku.

## Ocenění
V roce 2005 získal Wolfovu cenu za fyziku. O rok později Národní vyznamenání za vědu.

## Osobní život
Kleppner byl ženatý, měl tři děti.